# Alitha longipennis
Alitha longipennis är en stekelart som beskrevs av Cameron 1906. Alitha longipennis ingår i släktet Alitha och familjen bracksteklar. Inga underarter finns listade i Catalogue of Life.